# Харламиха (Ивановская область)
Харламиха — деревня в Вичугском районе Ивановской области. Входит в состав Сошниковского сельского поселения.

## География
Находится в северо-восточной части Ивановской области на расстоянии приблизительно 15 км на восток по прямой от районного центра города Вичуга.

## История
В 1872 году здесь (тогда деревня Кинешемского уезда Костромской губернии) было учтено 18 дворов, в 1907 году —23.

## Население
Постоянное население составляло 106 человек (1872 год), 79 (1897), 106 (1907), 5 в 2002 году (русские 100 %), 4 в 2010.